# 유량 (동성애후)
유량(劉良, ? ~ 기원전 165년)은 전한 전기의 제후로, 회남여왕의 아들이다.

## 행적
아버지 회남여왕은 문제 때 모반하였다가 발각되어 목숨을 잃었다. 문제 8년(기원전 172년), 문제는 회남여왕의 네 아들들을 불쌍히 여겨 모두 열후에 봉하였는데, 이때 유량은 동성후(東城侯)에 봉해졌다.
문제 15년(기원전 165년)에 죽으니 시호를 애(哀)라 하였고, 봉국은 폐지되었다.

## 출전
- 사마천, 《사기》 권19 혜경간후자연표·권118 회남형산열전
- 반고, 《한서》 권15상 왕자후표 上·권44 회남형산제북왕전

| 선대 (첫 봉건) | 전한의 동성후 기원전 172년 5월 병오일 ~ 기원전 165년 | 후대 (봉국 폐지) |